# WHO 필수 의약품 목록

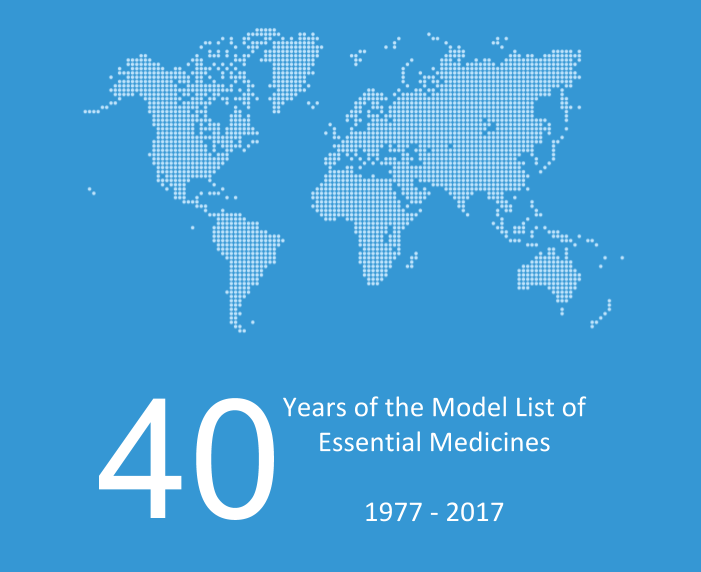
2017년은 WHO 필수 의약품 목록의 40주년을 기념한다.

WHO 필수 약물 목록(영어: WHO Model List of Essential Medicines, EML)은 세계 보건 기구가 지정한 필수 약물의 목록이다. 이 내용은 2013년 3월 제정되고 2013년 9월 개정된 제18판이다.
이 목록은 1977년 처음 발간되었으며 2년마다 갱신된다.

## 마취제

### 전신마취제 및 산소

#### 흡입제
- 할로세인
- 이소플루란
- 아산화질소
- 산소

#### 주사제
- 케타민
- 프로포폴[주석 1]

### 국소마취제
- 부피바카인
- 리도카인
- 리도카인 + 에피네프린
- 에페드린 †

### 수술 전 치료 및 단기 치료를 위한 진정제
- 아트로핀
- 미다졸람
- 모르핀

## 통증 완화 및 완화 치료 제제

### 비 아편계 및비스테로이드 항염증제(NSAIDs)
- 아세틸살리실산 (아스피린)
- 이부프로펜
- 파라세타몰[주석 2]

### 아편 진통제
- 코데인
- 모르핀[주석 3]

### 완화치료에 쓰이는 기타 일반 증상 제제
- 아미트리프틸린
- 덱사메타손
- 디아제팜
- 도큐세이트나트륨
- 플루옥세틴
- 할로페리돌
- 부틸스코폴라민브롬화물
- 브롬화수소산 히오스신
- 락툴로오즈
- 로페라미드
- 메토클로프라미드
- 미다졸람
- 온단세트론
- 센나

## 항알레르기제 및과민성 쇼크에 쓰이는 제제
- 덱사메타손
- 에피네프린 (아드레날린)
- 히드로코르티손
- 로라타딘[주석 4]
- 프레드니솔론

## 해독제 및 중독에 쓰이는 다른 물질

### 천연물
- 활성탄

### 제제
- 아세틸시스테인
- 아트로핀
- 글루콘산염
- 메틸렌 블루
- 날록손
- 페니실라민
- 프러시안 블루
- 아질산나트륨
- 티오황산나트륨
- 데페록사민 †
- 디메르카프롤 †
- 포메피졸 †
- 칼슘에틸렌디아민사아세트산 †
- 디메르캅토호박산 †

## 항경련제
- 카르바마제핀
- 디아제팜
- 로라제팜
- 황산마그네슘[주석 5]
- 페노바르비탈
- 페니토인
- 발프로익산
- 에토석시미드 †

## 항감염제

### 구충제

#### 장 구충제
- 알벤다졸
- 이버멕틴
- 레바미솔
- 메벤다졸
- 니클로사미드
- 프라지콴텔
- 피란텔

#### 항필라리아제
- 알벤다졸
- 디에틸카르바마진
- 이버멕틴

#### 항주혈흡충제 및 기타 항흡충제 치료제
- 프라지콴텔
- 트리클라벤다졸
- 옥삼니퀸 †

### 항균제

#### 베타-락탐계열 항생제
- 아목시실린
- 아목시실린/클라불란산 (아목시실린 + 클라불란산)
- 암피실린
- 벤자틴벤질페니실린
- 벤질페니실린
- 세팔렉신
- 세파졸린[주석 6]
- 세픽심[주석 7]
- 세프트리악손[주석 8]
- 클록사실린
- 페녹시메틸페니실린
- 프로카인 벤질페니실린[주석 9]
- 세포탁심†[주석 10]
- 세프타지딤 †
- 이미페넴/실라스타틴 (이미페넴 + 실라스타틴) †[주석 11]

#### 기타 항균제
- 아지트로마이신[주석 12]
- 클로람페니콜
- 시프로플록사신
- 클래리스로마이신[주석 13]
- 독시사이클린
- 에리트로마이신
- 젠타마이신
- 메트로니다졸
- 니트로푸란토인
- 스펙티노마이신
- 설파메톡사졸 + 트리메토프림
- 트리메토프림
- 클린다마이신 †
- 반코마이신 †

#### 항나제
- 클로파지민
- 답손
- 리팜피신

#### 항결핵제
- 에탐부톨
- 에탐부톨 + 이소니아지드
- 에탐부톨 + 이소니아지드 + 피라진아미드 + 리팜피신
- 에탐부톨 + 이소니아지드 + 리팜피신
- 이소니아지드
- 이소니아지드 + 피라진아미드 + 리팜피신
- 이소니아지드 + 리팜피신
- 피라진아미드
- 리파부틴
- 리팜피신
- 스트렙토마이신
- 아미카신 †
- 카프레오마이신 †
- 시클로세린 †
- 에티온아미드 †[주석 14]
- 카나마이신 †
- 레보플록사신 †
- p-아미노살리실산 †

### 항진균제
- 암포테리신B
- 클로트리마졸
- 플루코나졸
- 플루시토신
- 그리세오풀빈
- 니스타틴
- 요오드화칼륨 †

### 항바이러스제

#### 항헤르페스제
- 아시클로버

#### 항레트로바이러스제

##### 뉴클레오시드/뉴클레오티드 역전사 효소 억제제
- 아바카비르 (ABC)
- 디다노신 (ddI)
- 엠트리시타빈 (FTC)[주석 15]
- 라미부딘 (3TC)
- 스타부딘 (d4T)
- 테노포비르 디소프록실 푸마르산염 (TDF)
- 지도부딘 (ZDV or AZT)

##### 비-뉴클레오시드 역전사 효소 억제제
- 에파비렌즈 (EGV or EFZ)
- 네비라핀 (NVP)

##### 프로테아제 억제제
- 아타자나비르
- 인디나비르 (IDV)
- 로피나비르 + 리토나비르 (LPV/r)
- 리토나비르
- 사퀴나비르 (SQV)

###### 고정 용량 복합제
- 에파비렌즈 + 엠트리시타빈[주석 16] + 테노포비르
- 엠트리시타빈[주석 17] + 테노포비르
- 라미부딘 + 네비라핀 + 스타부딘
- 라미부딘 + 네비라핀 + 지도부딘
- 라미부딘 + 지도부딘

##### 기타 항바이러스제
- 오셀타미비르[주석 18]
- 리바비린[주석 19]
- 페그인터페론 알파 (2a 또는 2b) †[주석 20]

### 항원충제

#### 항아메바제 및 항편모충증 약물
- 딜록사니드
- 메트로니다졸

#### 항-리슈마니아증 약물
- 암포테리신B
- 밀테포신
- 파로모마이신
- 글루코산나트륨 또는 메글루민안티몬제제

#### 항말라리아제

##### 치료 목적
- 아모디아퀸[주석 21]
- 아르테메터[주석 22]
- 아르테메터 + 루메판트린[주석 23]
- 아르테수네이트[주석 24]
- 아르테수네이트 + 아모디아퀸[주석 25]
- 아르테수네이트 + 메플로퀸
- 클로로퀸[주석 26]
- 독시사이클린[주석 27]
- 메플로퀸[주석 28]
- 프리마퀸[주석 29]
- 퀴닌[주석 30]
- 설파독신 + 피리메타민[주석 31]

##### 예방 목적
- 클로로퀸[주석 32]
- 독시사이클린
- 메플로퀸
- 프로구아닐[주석 33]

#### 항뉴모시스티스제 및 항톡소플라스마제
- 피리메타민
- 설파디아진
- 설파메톡사졸 + 트리메토프림
- 펜타미딘 †

#### 항트리파노소마제

##### 아프리카 트리파노소마증

###### 1기 아프리카 트리파노소마증 치료제
- 펜타미딘[주석 34]
- 수라민나트륨[주석 35]

###### 2기 아프리카 트리파노소마증 치료제
- 에플로르니틴[주석 36]
- 멜라소프롤
- 니퍼티목스[주석 37]

#### 아메리카 트리파노소마증
- 벤즈니다졸
- 니퍼티목스

## 항편두통제

### 급성발작의 치료
- 아세틸살리실산
- 이부프로펜
- 파라세타몰

### 예방
- 프로프라놀롤

## 항종양제 및 면역억제제

### 면역억제제
- 아자티오프린 †
- 시클로스포린 †

### 세포독성 및 보조제
- 알로푸리놀 †
- 아스파라기나아제 †
- 블레오마이신 †
- 칼슘폴리네이트 †
- 카보플라틴 †
- 클로람부칠 †
- 시클로포스파미드 †
- 시타라빈 †
- 다카르바진 †
- 닥티노마이신 †
- 다우노루비신 †
- 도세탁셀 †
- 독소루비신 †
- 에토포시드 †
- 플루오로우라실 †
- 히드록시카바미드 †
- 이포스파마이드 †
- 메르캅토푸린 †
- 메스나 †
- 메토트렉세이트 †
- 파클리탁셀 †
- 프로카르바진 †
- 치오구아닌 †
- 빈블라스틴 †
- 빈크리스틴 †

### 호르몬 및 항호르몬
- 덱사메타손 †
- 히드로코르티손 †
- 메틸프레드니솔론 †
- 프레드니솔론 †
- 타목시펜 †

## 항파킨슨제제
- 비페리덴
- 레보도파 + 카비도파

## 혈액에 영향을 끼치는 의약품

### 항빈혈제
- 제2황산철
- 제2황산철 + 엽산
- 엽산
- 히드록소코발라민

### 항응고제
- 헤파린나트륨
- 피토메나디온
- 황산프로타민
- 와파린

### 기타 이상혈색소 치료제
- 데페록사민 †[주석 38]
- 히드록시카바미드 †

## 혈액 생산물 및 혈장 대체제

### 혈장 유래 의약품

#### 인간 면역글로불린
- Rho(D) 면역글로불린 (항-D 면역글로불린)
- 광견병 면역글로불린
- 파상풍 면역글로불린

보충제:
- 일반 면역글로불린

#### 혈액 응고인자
보충제:
- 응고인자 VIII
- 응고인자 IX

### 혈장 대체재
- 덱스트란 70

## 혈액 및 혈액 구성요소
- 신선 동결 혈장
- 혈소판 농축액
- 적혈구
- 전혈

## 혈장에서 추출된 약제

### 인간면역글로불린
- 인간 표준 면역글로불린 †

### 혈액 응고 인자
- 응고 인자 VIII †
- 응고 인자 IX †

### 혈장 대체제
- 덱스트란 70[주석 39]

## 심혈관계 제제

### 항협심증제
- 비소프롤롤[주석 40]
- 삼질산글리세린
- 질산이소소르비드
- 베라파밀

### 항부정맥제
- 비소프롤롤[주석 41]
- 디곡신
- 에피네프린 (아드레날린)
- 리도카인
- 베라파밀
- 아미오다론 †

### 항고혈압제
- 암로디핀
- 비소프롤롤[주석 42]
- 에날라프릴
- 히드랄라진[주석 43]
- 히드로클로로티아지드
- 메틸도파[주석 44]
- 로자탄
- 니트로프루시드나트륨 †

### 심장마비에 쓰이는 제제
- 비소프롤롤[주석 45]
- 디곡신
- 에날라프릴
- 프로세미드
- 히드로클로로티아지드
- 스피로놀락톤
- 로자탄
- 도파민 †

### 항혈전증제
- 아세틸살리실산
- 스트렙토키나아제 †

### 지질농도 저하제
- 심바스타틴[주석 46]

## 피부과 약물 (국소)

### 항진균제
- 미코나졸
- 황화셀레늄
- 치오황산나트륨
- 테르비나핀

### 항감염제
- 무피로신
- 과망간산칼륨
- 설파디아진은

### 항염증제 및 항소양제
- 베타메타손
- 칼라민
- 히드로코르티손

### 피부 변화 및 증식을 일으키는 약물
- 벤조일퍼옥시드
- 콜타르
- 플루오로우라실
- 포도필린
- 살리실산
- 요소

### 옴 살충제 및 이 박멸제
- 벤질 벤조산
- 퍼메트린

## 진단제

### 안과
- 플루오레세인
- 트로픽아미드

### 조영제
- 아미도트리조산나트륨
- 황산바륨
- 이오헥솔
- 미글루민 이오트록세이트 †

## 소독제 및 살균제

### 살균제
- 클로르헥시딘
- 에탄올
- 포비돈요오드

### 소독제
- 염소
- 클로록실레놀
- 글루타랄

## 이뇨제
- 아미로라이드
- 프로세미드
- 히드로클로로티아지드
- 만니톨
- 스피로놀락톤

## 위장관계 약물
- 소화 효소 †

### 항궤양제
- 오메프라졸
- 라니티딘

### 항구토제
- 덱사메타손
- 메토클로프라미드
- 온단세트론

### 항염증제
- 설파살라진
- 히드로코르티손 †

### 하제
- 센나

### 설사에 쓰는 약

#### 경구 수분 공급
- 경구보수액

#### 아동 설사 치료제
- 황산아연[주석 47]

## 호르몬, 기타 내분비 약물 및 피임약

### 부신 호르몬 및 합성 대체제
- 플루드로코르티손
- 히드로코르티손

### 남성 호르몬
- 테스토스테론 †

### 피임약

#### 경구 호르몬 피임약
- 에치닐에스트라디올 + 레보노르게스트렐
- 에치닐에스트라디올 + 노르에치스테론
- 레보노르게스트렐

#### 삽입 호르몬 피임약
- 시피온산에스트라디올 + 아세트산 메드록시프로제스테론
- 아세트산 메드록시프로제스테론
- 에난트산 노르에치스테론

#### 차단식 피임법
- 콘돔
- 질 격막

#### 삽입용 피임기구
- 레보노르게스트렐

### 에스트로겐
해당 사항 없음

### 인슐린 및 기타 당뇨에 쓰이는 약물
- 글리클라자이드[주석 48]
- 글루카곤
- 인슐린 주사
- 중간형 인슐린
- 메트포르민

### 배란 유도제
- 구연산클로미펜 †

### 프로게스토젠
- 아세트산 메드록시프로제스테론

### 갑상선 호르몬 및 항갑상선제
- 레보치록신
- 요오드화칼륨
- 프로필치오우라실
- 루골용액 †

## 면역학

### 진단제
- 투베르쿨린

### 혈청 및 면역글로불린
- Anti‐D 면역글로불린 (인간)
- 항광견병 면역글로불린 (인간)
- 항파상풍 면역글로불린 (인간)
- 해독제 면역글로불린[주석 49]
- 디프테리아 항독소

### 백신
- BCG 백신
- 콜레라 백신
- 디프테리아 백신
- B형 헤모필루스 인플루엔자 백신
- A형 간염 백신
- B형 간염 백신
- HPV 백신
- 인플루엔자 백신
- 일본 뇌염 백신
- 홍역 백신
- 뇌수막염 백신
- 유행성 이하선염 백신
- 백일해 백신
- 폐렴구균 백신
- 척수성 소아마비 백신
- 광견병 백신
- 로타바이러스 백신
- 풍진 백신
- 파상풍 백신
- 장티푸스 백신
- 수두 백신
- 황열병 백신

## 근이완제 (국소 작용) 및 콜린에스테라아제 억제제
- 아트라쿠리움
- 네오스티그민
- 석사메토늄
- 베쿠로니움
- 피리도스티그민 †

## 안과 준비

### 항감염제
- 아시클로버
- 아지스로마이신
- 겐타마이신
- 테트라사이클린

### 항염증제
- 프레드니솔론

### 국소마취제
- 테트라카인

### 동공축소제 및 항녹내장제
- 아세타졸라마이드
- 라타노프로스트
- 필로카르핀
- 티모롤

### 산동제
- 아트로핀[주석 50]

- 에피네프린 (아드레날린) †

### 항혈관내피세포성장인자 (VEGF)
- 베바시주맙 †

## 자궁수축제 및 항자궁수축제

### 자궁수축제
- 에르고메트린
- 미소프로스톨
- 옥시토신
- 미페프리스톤 - 미소프로스톨 †[주석 51]

### 항자궁수축제
- 니페디핀

## 복막 투석 용액
- 복막 내 투석 용액 †

## 정신 및 행동 장애 치료제

### 정신 장애에 쓰이는 제제
- 클로르프로마진
- 플루페나진
- 할로페리돌
- 리스페리돈
- 클로자핀
- 쿠에티아핀
- 아리피프라졸

### 기분 장애에 쓰이는 제제

#### 우울 장애에 쓰이는 제제
- 아미트리프틸린
- 플루옥세틴
- 에스시탈로프람

#### 양극성 장애에 쓰이는 제제
- 카르바마제핀
- 탄산리튬
- 발프로익산 (발프로산나트륨/마그네슘)
- 토피라메이트

### 불안장애에 쓰이는 제제
- 디아제팜

### 강박장애에 쓰이는 제제
- 클로미프라민

### 정신 활성 약물의 사용으로 인한 장애 치료제
- 니코틴 대체 요법 (NRT)
- 부프로피온 (금연치료의약품)

## 기도에 작용하는 제제

### 항천식제 및 만성 폐쇄성 폐질환에 쓰이는 제제
- 베클로메타손
- 부데소니드
- 에피네프린 (아드레날린)
- 브롬화이프라트로피움
- 살브타몰

## 체액, 전해질, 산염기 불균형을 교정하는 용액

### 경구
- 경구보급염
- 염화칼륨

### 주사제
- 포도당
- 포도당 + 염화나트륨
- 염화칼륨
- 염화나트륨
- 탄산수소염
- 젖산나트륨, 합성 용액

### 기타
- 주사용 물

## 비타민 및 미네랄
- 아스코르빈산
- 칼슘
- 콜레칼시페롤[주석 52]
- 에르고칼시페롤
- 요오드
- 니코틴아미드
- 피리독신
- 레티놀
- 리보플라빈
- 플루오르화나트륨
- 티아민
- 글루콘산 칼슘 †

## 아동이비인후과 제제
- 아세트산
- 부데소니드
- 시프로플록사신
- 키실로메타졸린

## 신생아 간호를 위한 특정 제제

### 신생아에 처방되는 제제
- 구연산카페인
- 클로르헥시딘
- 이부프로펜 †
- 프로스타글란딘 E †
- 계면활성제 †

### 임신부에게 처방되는 제제
- 덱사메타손

## 관절 질환에 처방되는 제제

### 통풍에 처방되는 제제
- 알로푸리놀

### 항 류마티스계 약물 (DMARDs)
- 클로로퀸
- 아자티오프린 †
- 히드록시클로로퀸 †
- 메토트렉세이트 †
- 페니실라민 †
- 설파살라진 †

### 연소성 류마티스 관절염
- 아세틸살리실산[주석 53]

### 내용주
^  칼표가 붙어있는 곳은 제제가 특별한 진단 혹은 모니터링, 혹은 전문적 훈련이 필요한 보조제를 의미한다. 높은 가격이나 비용/이득 비율이 덜 매력적인 비율을 나타내는지에 따라서 보조제로 등재되어 있기도 하다.
1. ↑  지역적 가용성과 비용에 따라 티오펜탈을 쓸 수도 있다.
2. ↑  항염증에 효과가 있다는 증거가 부족하기 때문에 항염증제로는 추천되지 않는다.
3. ↑  대체제는 히드로모르폰과 옥시코돈으로 제한된다.
4. ↑  한정된 지시 내에서 항히스타민제를 진정시키는 효과가 있기도 한다. (EMLc)
5. ↑  다른 항경련질환에 쓰이는 것이 아니라 자간증 및 심각한 전자간증에 쓰인다.
6. ↑  외과적 예방 용도로만 쓰인다.
7. ↑  합병증이 없는 직장 임질에 대한 1회 요법으로만 쓰인다.
8. ↑  칼슘과 같이 처방되어서는 안 되며 고빌리루빈혈증이 있는 유아에게 투여할 수 없다.
9. ↑  프로카인 벤질페니실린을 잘 훈련된 의료인이 있는 병원간호가 불가능한 상황에서 신생아 사망률이 매우 높을 때 신생아패혈증에 1차 치료제로 사용하는 것은 추천되지 않는다.
10. ↑  입원한 신생아에는 3세대 세팔로스포린 사용을 고려할 수 있다.
11. ↑  삶이 위험한 의증 혹은 증명된 다제내성감염-원내감염 환자의 치료에만 사용하도록 등재되어 있다.
12. ↑  질 클라미디아 감염 및 트라코마 치료의 1회 요법으로만 등재되어 있다.
13. ↑  성인 헬리코박터 파일로리균의 박멸을 위해 결합 처방된다.
14. ↑  프로치온아미드가 대체약물이 될 수 있다.
15. ↑  FTC는 약학적 근거 및 저항 패턴과 항바이러스제 임상패턴으로 볼 때 3TC의 수용 가능한 대체제이다.
16. ↑  FTC는 약학적 근거 및 저항 패턴과 항바이러스제 임상패턴으로 볼 때 3TC의 수용 가능한 대체제이다.
17. ↑  FTC는 약학적 근거 및 저항 패턴과 항바이러스제 임상패턴으로 볼 때 3TC의 수용 가능한 대체제이다.
18. ↑  
의심되거나 확정된 인플루엔자 바이러스 감염으로 인한 잠재적으로 심각하거나 합병증이 있는 경우 WHO 가이드라인에 따라 처방된다.
19. ↑  바이러스성 출혈열의 치료 및 페그인터페론과 혼합시켜 C형 간염의 치료에 처방된다.
20. ↑  리바비린과 혼합시켜 사용한다.
21. ↑  아르테수네이트 50 mg과 복합처방된다.
22. ↑  심각한 말라리아 관리에 쓰인다.
23. ↑  임신 첫 3개월 및 5 kg미만의 어린이에게는 권장되지 않는다.
24. ↑  아모디아퀸, 메플로퀸 또는 피리메타민 + 설파독신으로 복합처방된다.
25. ↑  염산염 153 mg·200 mg + 50 mg 아르테수네이트같은 적정용량을 충족하는 기타 혼합처방이 대체제로 쓰일 수 있다.
26. ↑  삼일열 말라리아 검사 용도로만 사용된다.
27. ↑  퀴닌 복합처방으로만 사용된다.
28. ↑  아르테수네이트 50 mg와 복합처방된다.
29. ↑  급성 삼일열 말라리아 및 14일 내 난형 말라리아 치료에만 쓰인다.
30. ↑  심각한 말라리아 관리에 쓰이며, 독시사이클린과 복합처방해야 한다.
31. ↑  아르테수네이트 50 mg과 복합처방되어서만 쓰인다.
32. ↑  중남미에서만 삼일열 말라리아 예방 목적으로 쓰인다.
33. ↑  클로로퀸과 복합처방으로만 쓰인다.
34. ↑  감비아파동편모충 감염 치료에 쓰인다.
35. ↑  로데시아부루스파동편모충 감염 치료의 초기에 쓰인다.
36. ↑  감비아파동편모충 감염 치료에 쓰인다.
37. ↑  에플로르니틴과 복합처방되어 감비아파동편모충 치료 용도로만 쓰인다.
38. ↑  비용 및 가용성을 고려해 데페라시록스 경구 제제를 대체제로 사용할 수도 있다.
39. ↑  폴리겔린 3.5% 주사제도 이와 동등한 효능을 띤다.
40. ↑  메토프로롤과 카르베딜롤이 대체제이다.
41. ↑  메토프로롤과 카르베딜롤이 대체제이다.
42. ↑  메토프로롤과 카르베딜롤이 대체제이다.
43. ↑  
히드랄라진은 심각한 임신성 고혈압 치료 용도로만 등재되었다. 다른 제제가 더 효과적이고 안전하다는 증거가 있는 경우 본태성 고혈압에 이 약을 쓰는 것은 권장되지 않는다.
44. ↑  메틸도파는 심각한 임신성 고혈압 치료 용도로만 등재되었다. 다른 제제가 더 효과적이고 안전하다는 증거가 있는 경우 본태성 고혈압에 이 약을 쓰는 것은 권장되지 않는다.
45. ↑  메토프로롤과 카르베딜롤이 대체제이다.
46. ↑  고위험 환자에 사용한다.
47. ↑  급성 설사에 황산아연을 쓰는 경우 경구보수액을 같이 처방한다.
48. ↑  60세 이상 환자에게 글리벤클라미드를 적용하는 것은 적절치 않다.
49. ↑  정확한 종류가 지역적으로 정해져야 한다.
50. ↑  또는 브롬화수소산호마트로핀, 염산싸이크로펜톨레이트
51. ↑  면밀한 감독이 필요함
52. ↑  에르고칼시페롤을 대체제로 쓸 수 있다.
53. ↑  류마티스열, 연소성 관절염, 가와사키병에 쓰인다.

### 참조주
1. ↑  “WHO Model List of Essential Medicines, 18th list (April 2013), (Final Amendments – October 2013)” (PDF). World Health Organization. 2013년 10월. 2014년 12월 25일에 원본 문서 (PDF)에서 보존된 문서. 2013년 11월 5일에 확인함.
2. ↑  WHO Model Lists of Essential Medicines
3. ↑  16 판은 2009년 3월에 출판되었다.
“WHO Model List of Essential Medicines, 16th edition (March 2009)” (PDF). World Health Organization. 2009년 3월. 2009년 12월 11일에 확인함.
4. ↑  
“WHO Model List of Essential Medicines for Children, second edition (March 2009)” (PDF). World Health Organization. 2009년 3월. 2009년 12월 11일에 확인함.